# Paraesylacris candida
Paraesylacris candida là một loài bọ cánh cứng trong họ Cerambycidae.